# رودي هرنانديز
رودي هرنانديز (بالإسبانية: Rudy Hernández)‏ هو لاعب كرة قاعدة فنزويلي، ولد في 9 أبريل 1968.

## وصلات خارجية
- رودي هرنانديز على موقعبيزبول رفرنس.كوم (الدوري الثانوي) (الإنجليزية)